# ヘニング・マトリチャーニ
- ヘニング・マトリシアーニ
- ヘニング・マトリチアーニ

ヘニング・マトリチャーニ（Henning Matriciani, 2000年3月14日 - ）は、ドイツ・ノルトライン＝ヴェストファーレン州リップシュタット出身のサッカー選手。シャルケ04所属。ポジションはDF。

## クラブ経歴
2020年7月にシャルケ04と契約。加入1年目の2020-21シーズンはチームIIで30試合に出場し、2021年5月にトップチームに昇格。同月15日のアイントラハト・フランクフルト戦で後半22分に途中交代で起用され、トップチームデビュー。試合は乱打戦を4-3で制し、シーズン2勝目を挙げた。

## タイトル

### クラブ
シャルケ
- 2. ブンデスリーガ：2021-22